# Jamilu Collins
Jamilu Collins (Kaduna, 5 de agosto de 1994) es un futbolista nigeriano. Juega de defensa y se encuentra sin equipo tras abandonar el Cardiff City F. C.

## Selección nacional
Collins es internacional con la selección de fútbol de Nigeria, con la que debutó el 11 de septiembre de 2018 en un partido amistoso frente a Liberia.
Fue convocado con Nigeria para la Copa África 2019.

## Clubes
| Club                        | País      | Año       |
| --------------------------- | --------- | --------- |
| H. N. K. Rijeka             | Croacia   | 2012-2017 |
| N. K. Pomorac 1921 (cedido) | Croacia   | 2013-2014 |
| N. K. Krka (cedido)         | Eslovenia | 2015      |
| H. N. K. Šibenik (cedido)   | Croacia   | 2016      |
| N. K. Istra 1961 (cedido)   | Croacia   | 2016-2017 |
| H. N. K. Šibenik (cedido)   | Croacia   | 2017      |
| S. C. Paderborn 07          | Alemania  | 2017-2022 |
| Cardiff City F. C.          | Gales     | 2022-2025 |